# Viridoturris
Viridoturris é um gênero de gastrópodes pertencente a família Turridae.

## Espécies
- Viridoturris corona (Laseron, 1954)